# 林可彝故居
林可彝故居，是位于中国福建省福州市罗源县的一处清代古建筑，2017年入选罗源县第七批文物保护单位。

## 历史与建筑
林可彝故居是中国共产党革命烈士林可彝青少年时期的居住地。建筑坐落于城隍庙旁边，为清代古民居样式，占地面积900多平方米，建筑面积1400平方米，墙上有斑驳的彩绘残留，屋檐上有石狮雕像。2021年，罗源县政府耗时1年将故居进行了修缮，恢复了马鞍墙等闽东风格建筑构造。2022年，罗源县政府在故居出资建设了“林可彝事迹陈列馆”，馆内展示了林可彝的生平事迹与部分史迹资料。